# Historyja majho žyccia
«Historyja majho žyccja» —en bielorruso: Гісторыя майго жыцця; español: «La historia de mi vida»; también titulada «Story of My Life»— es una canción compuesta por Arciom Lukjanienka e interpretada en bielorruso por el dúo Naviband. Fue elegida para representar a Bielorrusia en el Festival de la Canción de Eurovisión de 2017 tras ganar la final nacional bielorrusa el 20 de enero de 2017. Fue la primera canción de país en ser interpretada en bielorruso.[cita requerida]

## Festival de Eurovisión

### Festival de la Canción de Eurovisión 2017
Esta fue la representación bielorrusa en el Festival de Eurovisión 2017, interpretada por Naviband.
El 31 de enero de 2017 se organizó un sorteo de asignación en el que se colocaba a cada país en una de las dos semifinales, además de decidir en qué mitad del certamen actuarían. Como resultado, la canción fue interpretada en 14º lugar durante la segunda semifinal, celebrada el 11 de mayo de 2017. Fue precedida por Suiza con Timebelle interpretando «Apollo» y seguida por Bulgaria con Kristian Kostov interpretando «Beautiful Mess». La canción fue anunciada entre los diez temas elegidos para pasar a la final, y por lo tanto se clasificó para competir en esta. Más tarde se reveló que el país había quedado en noveno puesto con 110 puntos.
El tema fue interpretado más tarde durante la final el 13 de mayo, precedido por Polonia con Kasia Moś interpretando «Flashlight» y seguido por Austria con Nathan Trent interpretando «Running on Air». Al final de las votaciones, la canción había recibido 83 puntos (50 del jurado y 33 del televoto), y quedó en 17º lugar de 26.